# Terang Boelan
Terang Boelan (en indonesio: Rayo de luna, dado a conocer internacionalmente como Luna llena) es una película de 1937 producida en las Indias Orientales Neerlandesas (actual Indonesia). Escrito por Saeroen, dirigida por Albert Balink y protagonizada por Rd Mochtar, Roekiah y E. T. Effendi. Terang Boelan sigue la historia de dos amantes que están a punto de fugarse luego de que ella es forzada a casarse con un de opio. La película fue rodada en la India y Singapur, y fue inspirada en parte por la película de Hollywood de 1936 La princesa de la jungla. Estaba dirigida a audiencias nativas e incluyó música Kroncong, que fue muy popular en la época y en varios trabajos anteriores de Balink (1936).
Terang Boelan fue un éxito comercial, tanto en las Indias Orientales como en el extranjero, ganando 200.000 dólares Indonesios. Este éxito revivió la industria cinematográfica nacional y varias películas destinadas a audiencias malayas, creando una fórmula de canciones, hermosos paisajes y el romance que se ha seguido durante décadas. La recepción crítica moderna de la película ha sido en general positiva. El historiador de cine indonesio Misbach Yusa Biran la describió como un punto de inflexión en la historia del cine indonesio por su efecto catalítico sobre el crecimiento de la industria.
Terang Boelan se considera perdida, al igual que la mayoría de las producciones nacionales de la época. El historiador y director de cine filipino Nick Deocampo señaló que las producciones realizadas con película de nitrato, como Terang Boelan, se quemaban fácilmente y, por lo tanto, se perdían fácilmente, pero sugirió que es posible que hayan sobrevivido copias de la película hasta la década de 1970. En una publicación de 1991, Said, Heider y el traductor estadounidense John H. McGlynn expresaron su esperanza de que pudiera haber una copia de la película en el ático o el armario de alguien en Indonesia o los Países Bajos.
- Datos: Q2158107